# Vänsterliberalism
Vänsterliberalism är ett vagt begrepp som då och då använts i den politiska debatten under senare decennier, till exempel i Sverige. Vänsterliberalism, såsom det använts i debatten, är besläktat med socialdemokrati och socialliberalism. Det skiljer sig starkt från nyliberalism liksom från konservativ liberalism genom att vänsterliberalismen ser ett behov av en omfördelande stat och genom att den använder sig av ett positivt frihetsbegrepp (frihet till) istället för ett negativt (frihet från).
Nationalkonservatism och socialkonservatism brukar ses som motsatser till vänsterliberalism.

## Begreppet i svensk debatt
Per Gahrton var under 1967-1968 redaktör för tidskriften Liberal Debatt och pläderade då för en liberalism med mer betoning åt vänster, så kallad "vänsterliberalism".
Debattören Karl Palmås menar att partier som D66 i Nederländerna, Radikale Venstre i Danmark och Liberaldemokraterna i Storbritannien bör ses som vänsterliberala. Detta eftersom de är "för marknadsekonomi" samtidigt som de också står nära vänstern i flera frågor. Han menar också att vänsterliberalismens mål inte är att alla ska vara överens i samhället, snarare är målet att skapa ett slags fredlig samexistens mellan olika grupper och att olika värderingar och lösningar kan existera sida vid sida. Detta betyder inte att man skall blunda för orättvisor. Men det viktigaste är inte att komma till samma slutsatser, det viktigaste är att fokusera på frågan: ”lider du?” För att minska lidandet i världen främjar vänsterliberaler exempelvis demokrati och ekonomisk utveckling runt om i världen. Vänsterliberalism är vidare, enligt Palmås, en filosofi som menar att samhället varken bör byggas på religion eller vetenskap. Istället bör samhället byggas på demokrati, närmare bestämt demokrati i betydelsen offentligt samtal med många deltagare.
Valter Mutt, Miljöpartiet, har beskrivit sitt eget parti som vänsterliberalt, eftersom det enligt honom är "Ett hem för alla som vill stärka marknadsekonomin, försvaga kapitalismen och demokratisera demokratin." Han menar att högerliberala partier, i motsats till vänsterliberala, ofta kännetecknas av att de förordar hårda tag mot invandrare, arbetslösa och brottslingar samt att de har en överbetoning på ekonomisk liberalism.
Inför riksdagsvalet 2006 skrev Mikael van Reis en debattartikel i Göteborgs-Posten, rubricerad "Vi saknar ett vänsterliberalt parti". Mikael van Reis kritiserade vad han ansåg vara Folkpartiets förändring bort från "snällismen" mot det disciplinära hållet ("med test, läxor och buggning") och pläderade för ett vänsterliberalt eller socialliberalt parti.[källa behövs] I artikeln nämner han också att Bo Ekman (grundare av Tällberg Foundation) ansett i ett uttalande att Folkpartiet gått från "försvar av individens integritet till disciplin och prövning av medborgare" samt att de blivit "tvärsäkerhetens och nitälskarens parti, inte ifrågasättarnas och det öppna samtalets parti" (Svenska Dagbladet 7 september).
I den svenska kontexten kan debatten om vänsterliberalism ses i skenet av debatten om övervakningssamhälle, FRA, fildelning, kravpolitik och bombhöger.[källa behövs]
Bland kritikerna kan nämnas Mattias Svensson (redaktör för tidskriften Neo) som kallat Karl Palmås vänsterliberala idéer för "Ior-liberalism" .